# 미워도 다시 한번 2002
《미워도 다시 한번 2002》(Although Is Hateful Again 2002)는 한국에서 제작된 정소영 감독의 2002년 드라마 영화이다. 이승연 등이 주연으로 출연하였고 남궁훈 등이 제작에 참여하였으며  이승연은 해당 영화에 앞서 <개미지옥>으로 스크린 복귀를 할 계획이었으나 IMF가 터지면서 투자사들이 발을 빼어 무산됐고 이 영화의 메가폰을 잡을 뻔한 박광춘 감독은 <개미지옥> 무산 후 《마들렌》을 통해 두 번째 메가폰을 잡았으며 <개미지옥>에서 이승연 등과 호흡을 맞출 뻔한 김석훈 설경구 등은 《단적비연수》로 발길을 돌렸다.

## 출연

### 주연
- 이승연 : 나수정 역
- 이경영 : 안지환 역

### 조연
- 김나운 : 미주 역
- 박용하 : 박영하 역
- 최란 : 문 부장 역
- 한지혜 : 지수
- 정미경 : 가정부 역
- 이종남 : 미숙

## 기타
- 프로듀서: 정지훈
- 제작상무: 하휘룡
- 제작부장: 이용훈
- 제작진행: 고려찬
- 제작진행: 김나란
- 제작진행: 최연근
- 라인프로듀서: 김영대
- 촬영부: 이철효
- 촬영부: 오종현
- 촬영부: 서명성
- 촬영부: 송진열
- 촬영부: 황성욱
- 촬영부: 하경구
- 조명: 조길수
- 조명부: 양진석
- 조명부: 서창한
- 조명부: 최원
- 조명부: 최대호
- 그립: 하나공아트
- 연출부: 이도협
- 연출부: 김부년
- 스크립터: 윤지현
- 스크립터: 이정아
- 조감독: 박준일
- 동시녹음: 이윤빈
- 녹음: 김석호
- 음향: 소원종
- 음향: 김지훈
- 미술: 미밈
- 분장: 김진아
- 헤어: 민지영
- 의상: 김진
- 의상: 김상인
- 네가편집: 최현숙
- 음악부문: 전종혁
- 아비드편집: 김세정
- 음향부문: 정원일
- 자막: 주광동
- 운송: 송홍욱
- 발전차: 최호진
- 음악부문: 조규범
- 음향부문: 박기영
- 옵티컬: 윤종두
- 현상부문: 황의돈
- 음악부문: 윤현석
- 옵티컬: 서광열
- 디자인: 박천숙
- 디자인: 정주형